# Ендрю Ріджлі
Ендрю Джон Ріджлі (англ. Andrew John Ridgeley; 26 січня 1963) — британський співак, пісняр і продюсер, найбільш відомий своєю роботою в 1980-х роках у музичному дуеті Wham!.

## Раннє життя
Ріджлі народився у Віндлшемі, Суррей, Англія в сім'ї Дженніфер Джон (уроджена Данлоп) (1943—2009) та Альберто Маріо Захарія (1933—2015), який пізніше змінив своє прізвище на Ріджлі; його мати мала англійське та шотландське походження, а батько був євреєм італійського, єменського та єгипетського походження; сім'я його батька була вигнана з Єгипту в результаті Суецької кризи. У нього є один брат, Пол, який народився в лютому 1964 року. Ріджлі виріс у Буші, Гартфордшир, і відвідував школу Буші Мідс. Його мати була вчителькою в початковій школі Bushey Heath, а батько працював у Canon. Коли Джордж Майкл пішов до школи, Ріджлі зголосився взяти його під свою опіку.

## Кар'єра
Після розпаду недовгої групи The Executive (учасниками якої були Ріджлі, його брат Пол, і Майкл) Майкл і Ріджлі започаткували дует Wham! у 1981. Майкл був основним вокалістом, автором пісень і грав на клавішних, тоді як Ріджлі був співавтором пісень, грав на гітарі та виконував бек-вокал. Вони звернулися до різних звукозаписних компаній із нашвидкоруч зробленим демозаписом і підписали контракт з Innervision Records.Після одного альбому дует підписав контракт з Epic Records/CBS.

### Wham!
Wham! користувався всесвітнім успіхом з 1982 по 1986 рік, продавши понад 35 мільйонів записів по всьому світу. Вони дебютували в США на American Bandstand Діка Кларка, ставши єдиним британським гуртом 1980-х років, який мав три сингли № 1 у чартах Сполученого Королівства та США.
У 1984 році Ріджлі переніс операцію з випрямлення носової перегородки, щоб покращити дихання, яке ускладнилось після перелому носа у віці дев'яти років. Коли у ЗМІ з'явилися фото перебинтованого обличчя Ріджлі, менеджер Wham! Саймон Нейпір-Белл вигадав історію про те, що Ріджлі ударили у нічному клубі. Заголовки в таблоїдах з'являлися не один день, але пізніше справжню причину була розкрито.

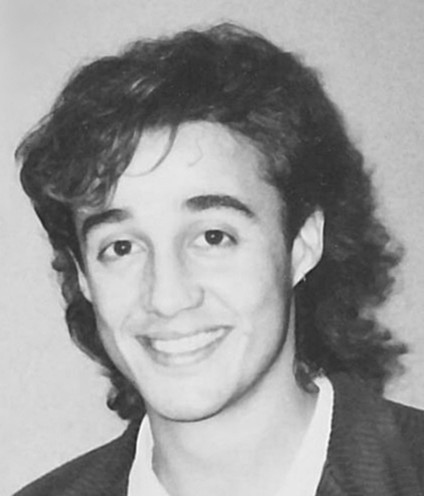
Ріджлі в 1985 році